# Oligaeschra subvelutina
Oligaeschra subvelutina är en fjärilsart som beskrevs av Sergius G. Kiriakoff 1963. Oligaeschra subvelutina ingår i släktet Oligaeschra och familjen tandspinnare. Inga underarter finns listade i Catalogue of Life.